# Monodactylidae

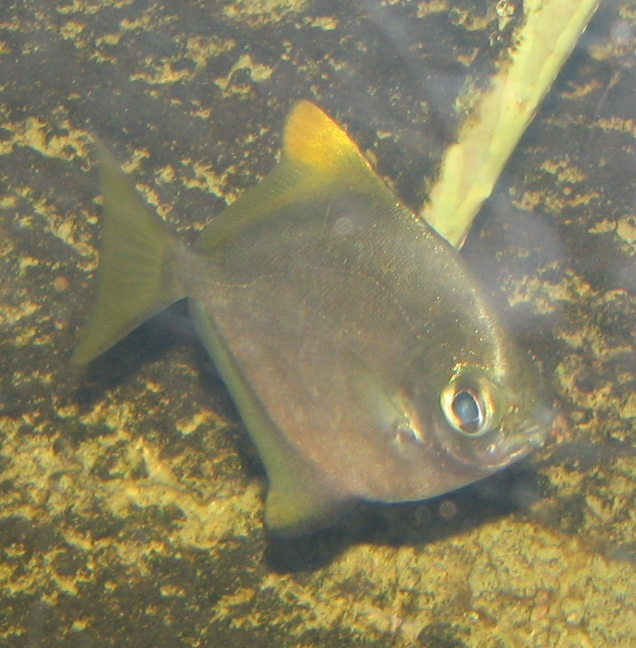
Rambalí (Monodactylus sebae).

Los Monodactylidae (monodactílidos) es una familia de peces incluida en el orden Perciformes. Se distribuyen por la costa africana del océano Atlántico, por el Índico y por el Pacífico, fundamentalmente marinos y de aguas salobres aunque ocasionalmente penetran en aguas dulces.
Tienen el cuerpo muy comprimido lateralmente, con aletas pélvicas presentes en los individuos juveniles, pero que se pierden o son vestigiales en los adultos del género Monodactylus. Aleta dorsal con la base larga y escamosa y 5 a 8 espinas cortas graudales, mientras que la aleta anal tiene la base larga y tres espinas.
Se alimenta de pequeños peces y de crustáceos, agrupándose los juveniles en grandes cardúmenes en las desembocaduras de los ríos.
Es común su uso en acuarios de agua dulce.
Aparecen por primera vez en el registro fósil en el Eoceno inferior, durante el Terciario.

## Géneros y especies
Existen seis especies agrupadas en dos géneros:
- Género Monodactylus (Lacepède, 1801)
  - Monodactylus argenteus (Linnaeus, 1758) - Pez luna malayo.
  - Monodactylus falciformis (Lacepède, 1801)
  - Monodactylus kottelati (Pethiyagoda, 1991)
  - Monodactylus sebae (Cuvier, 1829) - Pez luna de África occidental

- Género Schuettea (Steindachner, 1866)
  - Schuettea scalaripinnis (Steindachner, 1866)
  - Schuettea woodwardi (Waite, 1905)